# Поури, Фиона
Фиона Поури (Fiona Powrie; род. 1963, Лутон, Англия) — британский учёный-медик, иммунолог, занимается вопросами взаимоотношений между микробиотой кишечника и макроорганизмом, в особенности при воспалительных заболеваниях кишечника; исследователь регуляторных Т-лимфоцитов.
Член Лондонского королевского общества (2011) и АМН Великобритании (2014), иностранный член Национальной академии наук США (2020), доктор философии, профессор и Principal investigator Оксфордского университета, а также директор его Института ревматологии имени Кеннеди (Kennedy Institute of Rheumatology). Отмечена EFIS-EJI Ita Askonas Prize (2009, первый удостоенный) и Louis-Jeantet Prize for Medicine (2012).

## Биография
Выпускница University of Bath, почётной докторской степени которого удостоится в 2015 году. В Оксфордском университете в лаборатории Don Mason (immunologist) получила степень доктора философии по иммунологии. Являлась постдоком в DNAX Research Institute (США). В 1996 году возвратилась в Оксфорд и запустила собственную лабораторию в качестве старшего исследовательского фелло Wellcome Trust. С 2001 по 2009 год профессор иммунологии Оксфорда. С 2009 года именной профессор (Sidney Truelove Professor, первый удостоенный этой чести) гастроэнтерологии Оксфорда, учредитель там Translational Gastroenterology Unit, Principal investigator последнего с 2014 года, перед чем в 2009—2014 гг. его глава.
С октября 2014 года директор Института ревматологии имени Кеннеди (Kennedy Institute of Rheumatology).
С января 2018 года член Совета управляющих Wellcome Trust.
Фелло Wadham College, Oxford.
Член Европейской академии (2016) и EMBO (2013).
Член редколлегий Immunity (journal) и Journal of Experimental Medicine.
Также отмечена Lloyd Mayer award (2015, первый удостоенный). Замужем, двое детей.